# Merostachys exserta
Merostachys exserta là một loài thực vật có hoa trong họ Hòa thảo. Loài này được Munro ex E.G.Camus mô tả khoa học đầu tiên năm 1913.